# Beth Raymer
Beth Raymer (Steunbenville, 1976) è una scrittrice e giornalista statunitense.
Raymer ha ricevuto un MFA dalla Columbia University. Come Fulbright fellow, ha studiato operazioni di gioco d'azzardo offshore in Costa Rica, Nicaragua e Panama. Beth è l'autrice di Lay the Favorite, un libro di memorie delle sue esperienze nell'industria del sesso, nella boxe amatoriale e nelle scommesse sportive. Il suo giornalismo è stato pubblicato su The Atlantic e The New York Times Magazine.
Il suo lavoro più recente include la sceneggiatura e la narrazione di [The Lingerie Party], un cortometraggio animato del 2015 sull'abuso di droghe pesanti che finisce con la morte.

## Autrice
Raymer's Lay the Favorite, pubblicato nel 2010, è stato descritto come un "picaresco dickensiano che dipinge una visione divertente del gioco d'azzardo sportivo e del suo personaggio non convenzionale" e "una biografia tragicomica".
Nel 2007, Focus Features e Random House Films hanno acquisito i diritti per produrre un adattamento cinematografico del libro. Stephen Frears ha diretto il film, chiamato anch'esso Lay the Favorite, presentato per la prima volta al Sundance Film Festival del 2012. Rebecca Hall interpreta Beth, al fianco di Bruce Willis, Catherine Zeta-Jones e Vince Vaughn.

## Esperienze di vita
Essendo cresciuta a West Palm Beach, in Florida; Beth ha conseguito una associate degree presso il Palm Beach Community College e in seguito ha gestito e modellato siti web per adulti dopo essere stata licenziata da un lavoro di assistenza sociale Raymer si è trasferita a Las Vegas all'età di 24 anni e alla fine ha trovato lavoro nel mondo del gioco d'azzardo e del bookmaker.